# Saint-Genis-d'Hiersac

Saint-Genis-d'Hiersac este o comună în departamentul Charente, Franța. În 1 ianuarie 2022 avea o populație de 915 de locuitori.